# Epifaniusz (patriarcha Konstantynopola)
Epifaniusz, gr. Επιφάνιος (zm. 5 czerwca 535) – patriarcha Konstantynopola w latach 520–535.  

## Życiorys
Sprawował urząd patriarchy od 25 lutego 520 do 5 czerwca 535 r. Za jego rządów wybuchł spór o autorytet biskupa Rzymu. 